# Neoterpes costinotata
Neoterpes costinotata är en fjärilsart som beskrevs av Barnes och Mcdunnough 1917. Neoterpes costinotata ingår i släktet Neoterpes och familjen mätare. Inga underarter finns listade i Catalogue of Life.